# Liste der Baudenkmale in Mönchhagen
In der Liste der Baudenkmale in Mönchhagen sind alle Baudenkmale der Gemeinde Mönchhagen (Landkreis Rostock) und ihrer Ortsteile aufgelistet (Stand 10. Februar 2021).

## Mönchhagen
| ID  | Lage                           | Bezeichnung                               | Beschreibung | Bild           |
| --- | ------------------------------ | ----------------------------------------- | ------------ | -------------- |
| 519 | B 105, Nähe Tankstelle (Karte) | Meilenstein                               |              | Meilenstein    |
| 520 | Transitstraße 2 (Karte)        | Bahnhof, Empfangsgebäude und Nebengebäude |              | Weitere Bilder |
| 521 | Transitstraße 3 (Karte)        | Wohnhaus                                  |              | Wohnhaus       |
| 522 | Unterdorf (Karte)              | Gefallenendenkmal 1914/18                 |              |                |

## Häschendorf
| ID  | Lage                 | Bezeichnung                                       | Beschreibung | Bild                                              |
| --- | -------------------- | ------------------------------------------------- | --- | ------------------------------------------------- |
| 306 | An der B 105 (Karte) | Gedenkstein für Häftlinge des KZ-Außenlager Barth | Im KZ-Außenlager Barth waren bis 1945 etwa 7000 Häftlinge eingesperrt. Ende April 1945 wurden die Häftlinge vor der herannahenden sowjetischen Armee auf einen Todesmarsch in Richtung Rostock geschickt. Zuletzt waren 700 bis 800 Häftlinge unterwegs, die bei Häschendorf auf die Soldaten der Roten Armee trafen und damit befreit waren. Ein Gedenkstein am Abzweig nach Häschendorf von der Bundesstraße erinnert an den Todesmarsch. | Gedenkstein für Häftlinge des KZ-Außenlager Barth |

## Quelle
Denkmalliste des Landkreises Rostock A ‐ Z (Stand: 10. Februar 2021; PDF, 497 KB)
- Karte mit allen Koordinaten:
- OSM |
- WikiMap